# Barbara Beuys
Barbara Beuys (* 9. Oktober 1943 in Wernigerode; † 19. Juni 2025 in Köln) war eine deutsche Historikerin, Journalistin und Schriftstellerin. Sie war für ihre Biografien und geschichtlichen Werke bekannt, in denen sie vor allem Frauenfiguren in den Mittelpunkt rückte.

## Leben
Beuys wuchs in Mülheim an der Ruhr und Düsseldorf auf. Ihr Vater war Kriminalrat im Reichssicherheitshauptamt, was ihre Auseinandersetzung mit der NS-Zeit prägte. Der Künstler Joseph Beuys war ein Cousin ihres Vaters. Nach dem Abitur in Düsseldorf studierte sie von 1963 bis 1968 Geschichte, Philosophie und Soziologie an der Universität zu Köln. Ihre Promotion schloss sie 1969 im Fach Geschichte mit einer Arbeit über die Antrittsreden US-amerikanischer Präsidenten ab.
Während ihrer Studienzeit begann Beuys als Journalistin für Zeitungen und den Rundfunk zu arbeiten. Ein Volontariat beim Kölner Stadt-Anzeiger leitete den Beginn ihrer journalistischen Karriere ein. Sie zog 1971 nach Hamburg, wo sie zwölf Jahre als Redakteurin für den Stern tätig war. Dort zählte sie zu den ersten Frauen in der Redaktion. Sie wurde anschließend Redakteurin bei Merian und der Zeit.
Seit 2001 lebte Barbara Beuys wieder in Köln und arbeitete als freie Autorin. Sie konvertierte 2004 zur evangelischen Kirche, trat jedoch später aus, da sie sich von der institutionellen Religion distanzierte. Neben Geschichte zählten Musik, Malerei, Literatur und Religion zu ihren Interessengebieten.
Beuys wurde am 8. Juli 2025 auf dem Kölner Südfriedhof beigesetzt.

## Wirken
Beuys’ schriftstellerisches Schaffen konzentrierte sich auf historische Biografien und Sachbücher. Ihr besonderes Interesse galt dabei der detailreichen Darstellung von Frauengeschichten. Ihr erstes Buch über Friedrich Wilhelm von Brandenburg erschien Ende der 1970er-Jahre. Große Bekanntheit erlangte sie mit der soziologischen Studie Familienleben in Deutschland (1980), die bis heute als Grundlagenwerk der Familiensoziologie gilt. Es behandelt die Geschichte der Familie in den vergangenen 2000 Jahren.
Nach Büchern über den Widerstand im Dritten Reich und die Geschichte der Juden in Europa, erschienen seit 1999 verschiedene Biografien. Hierzu zählen Biografien von Persönlichkeiten wie Hildegard von Bingen, Annette von Droste-Hülshoff, Paula Modersohn-Becker und Sophie Scholl. Sie verfasste zudem ein Buch über die chinesische Dichterin Li Qingzhao. In der „bislang umfassendste[n] Biografie“ über Sophie Scholl (2010) entwirft sie eine komplexe Charakterstudie, welche die inneren Widersprüche der Widerstandskämpferin offenlegt. Zu ihren jüngeren Werken gehören Biografien über Maria Sibylla Merian und Helene Schjerfbeck. 2020 erschien ein Buch über Asta Nielsen und 2021 eines über die Komponistin Emilie Mayer. 2023 wurde ihr Buch über die Widerstandskämpferin im Konzentrationslager Auschwitz-Birkenau Mala Zimetbaum veröffentlicht.
Neben ihrer schriftstellerischen Tätigkeit war Beuys auch als Redakteurin und Herausgeberin historischer Werke bekannt. Ihre Recherchen führten sie zur Aufdeckung bislang unerforschter Quellen oftmals in Archive und Bibliotheken.

## Auszeichnungen
- 2017: Luise-Büchner-Preis für Publizistik[7]

## Publikationen
- Der große Kurfürst. Der Mann, der Preußen schuf. Rowohlt, Reinbek bei Hamburg 1979, ISBN 3-498-00456-5.
- Familienleben in Deutschland. Neue Bilder aus der deutschen Vergangenheit. Rowohlt, Reinbek bei Hamburg 1980, ISBN 3-498-00464-6.
- Anna Louisa Karsch. Herzgedanken. Das Leben der „deutschen Sappho“ von ihr selbst erzählt. Hrsg. und eingeleitet von Barbara Beuys. Societäts-Verlag, Frankfurt am Main 1981, ISBN 3-7973-0375-0.
- Und wenn die Welt voll Teufel wär. Luthers Glaube und seine Erben. Rowohlt, Reinbek bei Hamburg 1982, ISBN 3-498-00476-X.
- Am Anfang war nur Verzweiflung. Wie Eltern behinderter Kinder neu leben lernen. Rowohlt, Reinbek bei Hamburg 1984, ISBN 3-498-00484-0.
- Vergeßt uns nicht. Menschen im Widerstand 1933–1945. Rowohlt, Reinbek bei Hamburg 1987, ISBN 3-498-00511-1.
- Florenz. Stadtwelt – Weltstadt. Urbanes Leben von 1200 bis 1500. Rowohlt, Reinbek bei Hamburg 1992, ISBN 3-498-00563-4.
- Hamburg. Fotografie: Susanne Hinderks. Text: Barbara Beuys, Alice Ohrenschall. Sonderausgabe. Verlag Das Beste, Stuttgart/Zürich/Wien 1993, ISBN 3-87070-469-1.
- Köln. Text Barbara Beuys / Ludwig Renard. Sonderausgabe. Fotogr.: Jörn Sackermann. Text: Barbara Beuys, Ludwig Renard. Verlag Das Beste, Stuttgart/Zürich/Wien 1994, ISBN 3-87070-502-7.
- Heimat und Hölle. Jüdisches Leben in Europa durch zwei Jahrtausende. Religion, Geschichte, Kultur. Rowohlt, Reinbek bei Hamburg 1996, ISBN 3-498-00590-1.
- „Blamieren mag ich mich nicht.“ Das Leben der Annette von Droste-Hülshoff. Hanser, München/Wien 1999, ISBN 3-446-19751-6. Insel Verlag, Berlin 2009, ISBN 978-3-458-35158-0.
- Verteidigung der Republik. Der sozialdemokratische Reformer Theodor Haubach (1896–1945). Landeszentrale für Politische Bildung, Hamburg 2000, DNB 958389632.
- Denn ich bin krank vor Liebe. Das Leben der Hildegard von Bingen. Hanser, München/Wien 2001, ISBN 3-446-20068-1. Insel Verlag, Berlin 2009, ISBN 978-3-458-35167-2.
- Der Preis der Leidenschaft. Chinas große Zeit. Das dramatische Leben der Li Qingzhao. Hanser, München/Wien 2004, ISBN 3-446-20544-6. Insel Verlag, Berlin 2009, ISBN 978-3-458-35118-4.
- Paula Modersohn-Becker oder: Wenn die Kunst das Leben ist. Hanser, München/Wien 2007, ISBN 978-3-446-20835-3. Insel Verlag, Berlin 2009, ISBN 978-3-458-35119-1.
- Sophie Scholl. Biographie. Hanser, München 2010, ISBN 978-3-446-23505-2.
- „Leben mit dem Feind“. Amsterdam unter deutscher Besatzung Mai 1940 bis Mai 1945. Hanser, München 2012, ISBN 978-3-446-23996-8. dtv, München 2016, ISBN 978-3-423-34890-4.
- Die neuen Frauen – Revolution im Kaiserreich 1900–1914. Hanser, München 2014, ISBN 978-3-446-24491-7.
- Helene Schjerfbeck. Die Malerin aus Finnland. Insel Verlag, Berlin 2016, ISBN 978-3-458-17689-3.
- Maria Sibylla Merian. Künstlerin, Forscherin, Geschäftsfrau. Insel Verlag, Berlin 2016, ISBN 978-3-458-31680-0.
- Hildegard von Bingen: Kämpferisch und barmherzig. Insel Verlag, Berlin 2017, ISBN 978-3-458-36312-5.
- Sophie Charlotte. Preußens erste Königin. Insel Verlag, Berlin 2018, ISBN 978-3-458-17747-0.
- Asta Nielsen. Filmgenie und Neue Frau. Insel Verlag, Berlin 2020, ISBN 978-3-458-17841-5.
- Emilie Mayer. Europas größte Komponistin. Eine Spurensuche. Dittrich Verlag, Weilerswist-Metternich 2021, ISBN 978-3-947373-69-7.
- Die Heldin von Auschwitz. Leben und Widerstand der Mala Zimetbaum. Suhrkamp Verlag, Berlin 2023, ISBN 978-3-458-64386-9.